# Brussels Cycling Classic
Brussels Cycling Classic (do 2013 Paryż-Bruksela) to tzw. półklasyk – jednodniowy wyścig kolarski rozgrywany we wrześniu we Francji i w Belgii. Jest to jeden z najstarszych wyścigów kolarskich w międzynarodowym kalendarzu.

## Historia
Paryż-Bruksela po raz pierwszy był rozgrywany w 1893 roku jako dwudniowy wyścig amatorski. Przez wiele lat był częścią „wiosennych klasyków” zajmując miejsce między Paryż-Roubaix a Gandawa-Wevelgem. Impreza zaczęła tracić na znaczeniu w 1966, kiedy holenderscy działacze kolarstwa zadecydowali o organizowaniu własnego wyścigu i promowaniu przez to kolarstwa we własnym kraju. Tak się narodził Amstel Gold Race. Na dodatek, francusko-belgijski wyścig, jako odbywający się między dwoma europejskimi stolicami, powodował problemy w ruchu drogowym i zawieszono jego organizację w latach 1967–1972.
Kiedy imprezę przywrócono w 1973, ustalono czas jego rozgrywania na środek tygodnia pod koniec września, tuż przed Paryż-Tours. Pierwsza jesienna edycja zakończyła się triumfem Eddy’ego Merckxa (jego jedyna wygrana w tym wyścigu). Największą liczbą zwycięstw może po poszczycić się Australijczyk Robbie McEwen, który wygrał wyścig 5 razy, z czego cztery razy z rzędu (ostatni raz w 2008 roku). Zdetronizował tym samym dwóch kolarzy: Octave Lapize oraz Belga Felixa Selliera, obydwaj zwyciężali 3 lata z rzędu – Lapize w 1911, 1912 i 1913, a Sellier w 1922, 1923 i 1924.
W 2013 zmienił nazwę na Brussels Cycling Classic i został zorganizowany wyłącznie na terenie Belgii.

## Długość wyścigu
Przed rokiem 1926 trasa wyścigu zawsze miała długość powyżej 400 km, stopniowo jednak zmniejszano ten dystans, aż do edycji 2004, gdzie kolarze musieli pokonać 225 km. Czasem zdarzały się jeszcze długie etapy, jak np. w 1987, kiedy trasa miała 309 km. Najszybsza edycja odbyła się w roku 1975, kiedy to wiejący w plecy wiatr pozwolił zwycięzcy na osiągnięcie oszałamiającej średniej prędkości 46,11 km/h.

## Trasa
Dziś wyścig startuje w miejscowości Soissons, w Pikardii, 85 km na północny wschód od Paryża, wcześniej do roku 1996 miejscem startu było Noyon również leżące w Pikardii, a w latach 80. miejscem startu było miasto Senlis w południowej części tego samego regionu. Profil trasy jest w przeważającej mierze płaski, jedynie u końca trasy jest kilka brukowanych podjazdów, takich jak Alsemberg, Mont Saint Roch oraz Keperenberg. Wyścig przez lata kończył się w Anderlecht, dzielnicy Brukseli na terenie stadionu piłkarskiego Constant Vanden Stock na Place de Linde. W roku 2005 zmieniono jednak usytuowanie mety, tak by kończyła się przy słynnym pomniku atomu w samym centrum Brukseli. W 1996 roku nastąpiła inna zmiana, kiedy to termin rozgrywania imprezy został przesunięty z tradycyjnego środka tygodnia na sobotę. Prestiż wyścigu spadł jeszcze bardziej, kiedy Vuelta a España została przesunięta w 1995 roku na termin wrześniowy, gdyż wielu sprinterów preferowało hiszpański tour, aniżeli wyścig w Belgii.

## Zwycięzcy
Opracowano na podstawie:
| Rok  | Pierwsze               | Drugie                     | Trzecie                    |
| ---- | ---------------------- | -------------------------- | -------------------------- |
| 1893 | André Henry            | Charles Delbecque          | Fernand Augenault          |
| 1906 | Albert Dupont          | Jean Patou                 | Guillaume Coeckelberg      |
| 1907 | Gustave Garrigou       | Charles Crupelandt         | Robert Wancour             |
| 1908 | Lucien Petit-Breton    | Cyrille van Hauwaert       | Louis Trousselier          |
| 1909 | François Faber         | Gustave Garrigou           | Eugène Christophe          |
| 1910 | Maurice Brocco         | Octave Lapize              | Cyrille van Hauwaert       |
| 1911 | Octave Lapize          | François Faber             | Charles Crupelandt         |
| 1912 | Octave Lapize          | Louis Luguet               | Oscar Egg                  |
| 1913 | Octave Lapize          | Cyrille van Hauwaert       | Charles Crupelandt         |
| 1914 | Louis Mottiat          | Louis Heusghem             | Joseph Van Daele           |
| 1919 | Alexis Michiels        | Émile Masson               | Francis Pélissier          |
| 1920 | Henri Pélissier        | Louis Mottiat              | René Vermandel             |
| 1921 | Robert Reboul          | Arthur Claerhout           | Alfons Van Hecke           |
| 1922 | Félix Sellier          | Laurent Seret              | René Vermandel             |
| 1923 | Félix Sellier          | Maurice De Waele           | Alfons Van Hecke           |
| 1924 | Félix Sellier          | Gérard Debaets             | Marcel Colleu              |
| 1925 | Gérard Debaets         | Adelin Benoît              | Nicolas Frantz             |
| 1926 | Denis Verschueren      | Joseph Van Dam             | Félix Sellier              |
| 1927 | Nicolas Frantz         | Marcel Huot                | Maurice De Waele           |
| 1928 | Georges Ronsse         | Nicolas Frantz             | Hubert Opperman            |
| 1929 | Pé Verhaegen           | Maurice De Waele           | Nicolas Frantz             |
| 1930 | Ernest Mottard         | Jef Demuysere              | Leander Ghyssels           |
| 1931 | Jean Aerts             | Frans Bonduel              | Romain Gijssels            |
| 1932 | Julien Vervaecke       | Gérard Loncke              | Georges Ronsse             |
| 1933 | Albert Barthélémy      | Alfons Ghesquière          | Gerhard Esser              |
| 1934 | Frans Bonduel          | Edgard de Caluwé           | Romain Maes                |
| 1935 | Edgard de Caluwé       | Louis Hardiquest           | Frans Bonduel              |
| 1936 | Éloi Meulenberg        | Frans Bonduel              | Louis Hardiquest           |
| 1937 | Albert Beckaert        | Frans Bonduel              | Jules Lowie                |
| 1938 | Marcel Kint            | Romain Maes                | Léon Louyet                |
| 1939 | Frans Bonduel          | Albert Hendrickx           | Lucien Storme              |
| 1946 | Briek Schotte          | Sylvain Grysolle           | André Declerck             |
| 1947 | Ernest Sterckx         | Maurice Desimpelaere       | Alphonse De Vreese         |
| 1948 | Lode Poels             | Albert Sercu               | Jean Bogaerts              |
| 1949 | Maurice Diot           | Emmanuel Thoma             | Jacques Moujica            |
| 1950 | Rik Van Steenbergen    | Guy Lapébie                | Karel De Baere             |
| 1951 | Jean Guéguen           | Bernard Gauthier           | Jean Baldassari            |
| 1952 | Briek Schotte          | Marcel Dussault            | Roger De Corte             |
| 1953 | Loretto Petrucci       | Briek Schotte              | Lode Anthonis              |
| 1954 | Marcel Hendrickx       | Germain Derycke            | Ferdi Kübler               |
| 1955 | Marcel Hendrickx       | Gilbert Scodeller          | Germain Derycke            |
| 1956 | Rik Van Looy           | Bernard Gauthier           | Rik Van Steenbergen        |
| 1957 | Leon Vandaele          | Raymond Impanis            | Jan Adriaensens            |
| 1958 | Rik Van Looy           | Pino Cerami                | Armand Desmet              |
| 1959 | Frans Schoubben        | Willy Vannitsen            | Miguel Poblet              |
| 1960 | Pierre Everaert        | André Darrigade            | Jean Graczyk               |
| 1961 | Pino Cerami            | Gilbert Desmet             | Frans Schoubben            |
| 1962 | Joseph Wouters         | Noël Foré                  | Martin Van Geneugden       |
| 1963 | Jean Stablinski        | Tom Simpson                | Peter Post                 |
| 1964 | Georges Van Coningsloo | Rik Van Looy               | Benoni Beheyt              |
| 1965 | Edward Sels            | Roger Verheyden            | Willy Bocklant             |
| 1966 | Felice Gimondi         | Willy Planckaert           | Rik Van Looy               |
| 1973 | Eddy Merckx            | Frans Verbeeck             | Rik Van Linden             |
| 1974 | Marc Demeyer           | Roger De Vlaeminck         | Roger Rosiers              |
| 1975 | Freddy Maertens        | Eddy Merckx                | André Dierickx             |
| 1976 | Felice Gimondi         | Hennie Kuiper              | Antoon Houbrechts          |
| 1977 | Ludo Peeters           | Marc Demeyer               | Bernard Hinault            |
| 1978 | Jan Raas               | Gerrie Knetemann           | Jean-Luc Vandenbroucke     |
| 1979 | Ludo Peeters           | André Dierickx             | Martin Havik               |
| 1980 | Pierino Gavazzi        | Marc Demeyer               | Jean-Philippe Vandenbrande |
| 1981 | Roger De Vlaeminck     | Jan Raas                   | Jan Bogaert                |
| 1982 | Jacques Hanegraaf      | Pascal Jules               | Johan van der Velde        |
| 1983 | Tommy Prim             | Daniel Rossel              | Rolf Hofeditz              |
| 1984 | Eric Vanderaerden      | Charly Mottet              | Eric Van Lancker           |
| 1985 | Adrie van der Poel     | Jean-Philippe Vandenbrande | Pierino Gavazzi            |
| 1986 | Guido Bontempi         | Sean Kelly                 | Johan Capiot               |
| 1987 | Wim Arras              | Jozef Lieckens             | Eric Vanderaerden          |
| 1988 | Rolf Gölz              | Laurent Fignon             | Marnix Lameire             |
| 1989 | Jelle Nijdam           | Carlo Bomans               | Marcel Wüst                |
| 1990 | Franco Ballerini       | Michel Dernies             | Danny Neskens              |
| 1991 | Brian Holm             | Olaf Ludwig                | Johan Museeuw              |
| 1992 | Rolf Sørensen          | Frans Maassen              | Phil Anderson              |
| 1993 | Francis Moreau         | Jelle Nijdam               | Johan Museeuw              |
| 1994 | Rolf Sørensen          | Franco Ballerini           | Sean Yates                 |
| 1995 | Frank Vandenbroucke    | Frank Corvers              | Rolf Sørensen              |
| 1996 | Andrea Tafi            | Johan Museeuw              | Michele Bartoli            |
| 1997 | Alessandro Bertolini   | Andrei Tchmil              | Andrea Tafi                |
| 1998 | Stefano Zanini         | Mirko Celestino            | Michele Bartoli            |
| 1999 | Romāns Vainšteins      | Beat Zberg                 | Fabio Baldato              |
| 2000 | Max van Heeswijk       | Frank Høj                  | Ludovic Capelle            |
| 2001 | Emmanuel Magnien       | Niko Eeckhout              | Romāns Vainšteins          |
| 2002 | Robbie McEwen          | Olaf Pollack               | Jans Koerts                |
| 2003 | Kim Kirchen            | László Bodrogi             | Maryan Hary                |
| 2004 | Nick Nuyens            | Philippe Gilbert           | Allan Johansen             |
| 2005 | Robbie McEwen          | Stefan van Dijk            | Jean-Patrick Nazon         |
| 2006 | Robbie McEwen          | Tom Boonen                 | Steven De Jongh            |
| 2007 | Robbie McEwen          | Jeremy Hunt                | Honorio Machado            |
| 2008 | Robbie McEwen          | Gert Steegmans             | Luca Paolini               |
| 2009 | Matthew Goss           | Allan Davis                | Kristof Goddaert           |
| 2010 | Francisco Ventoso      | Romain Feillu              | Stefan van Dijk            |
| 2011 | Dienis Galimzianow     | Jauhienij Hutarowicz       | Anthony Ravard             |
| 2012 | Tom Boonen             | Mark Renshaw               | Óscar Freire               |
| 2013 | André Greipel          | John Degenkolb             | Nacer Bouhanni             |
| 2014 | André Greipel          | Elia Viviani               | Arnaud Démare              |
| 2015 | Dylan Groenewegen      | Roy Jans                   | Tom Boonen                 |
| 2016 | Tom Boonen             | Arnaud Démare              | Nacer Bouhanni             |
| 2017 | Arnaud Démare          | Marko Kump                 | André Greipel              |
| 2018 | Pascal Ackermann       | Jasper Stuyven             | Thomas Boudat              |
| 2019 | Caleb Ewan             | Pascal Ackermann           | Jasper Philipsen           |
| 2020 | Tim Merlier            | Davide Ballerini           | Nacer Bouhanni             |
| 2021 | Remco Evenepoel        | Aimé De Gendt              | Tosh Van der Sande         |
| 2022 | Taco van der Hoorn     | Thimo Willems              | Tobias Bayer               |
| 2023 | Arnaud Démare          | Tobias Lund Andresen       | Jordi Meeus                |
| 2024 | Jonas Abrahamsen       | Biniam Girmay              | Kaden Groves               |